# Геология Сокотры
Геология Сокотры — геологическое строение части национальной геологии Йемена. Древние докембрийские метаморфические породы прорваны более молодыми магматическими породами, перекрытыми известняками и другими морскими отложениями, которые отложились во время морских трансгрессий в меловом периоде и последние 66 миллионов лет кайнозоя. Остров находится на Сомалийской плите, которая отделилась от Аравийского материка в течение последних 60 миллионов лет.

## Тектоника
Геологическая история того, что сейчас является островом Сокотра, началась с формирования Аравийско-Нубийского щита между 780 и 600 миллионами лет назад посредством аккреции террейнов и участков континентальной коры. Происхождение террейнов, составляющих часть щита, которая сейчас граничит с Аденским заливом, включая Сокотру, остается неясным, как и временные рамки их аккреции. Возможно, что эта область образовалась из фрагментов еще более древнего палеоконтинента. Эта совокупность образовала часть Восточно-Африканской орогении, после чего она пережила длительный период относительной тектонической стабильности.
Распад Аравийско-Нубийского щита начался около 35 млн лет назад с развитием плюма Афар. Активность плюма создала базальты континентального потопа Эфиопии и Йемена, и подвергла щит воздействию горячего мантийного материала снизу, что привело к началу рифтинга некоторое время назад до 28 млн лет назад. Образовалась расходящаяся граница плит, разделившая щит на Аравийскую плиту и Сомалийскую плиту. По мере разделения плит вода из Индийского океана заполняла вновь созданный бассейн, в результате чего образовался Аденский залив. Центр спрединга образовал срединно-океанический хребет, называемый Аденским хребтом.
Этот разлом разделил Сокотру и Аравийский полуостров; до рифта Сокотра была смежной с тем, что сейчас является губернаторством Дофар на юге Омана. Расширение вдоль восточных сегментов Аденского хребта увеличивает отделение Аравийского полуострова от Сомали (и Сокотры) со скоростью около 18 миллиметров в год (0,71 дюйма/год). Кроме того, в течение приблизительно последних 10 млн лет связанные геологические силы подвергали Сокотру медленному тектоническому подъему.

## Стратиграфия

### Докембрий период
Самые древние породы на Сокотре датируются докембрийским периодом, их минимальный возраст составляет около 800 млн лет. Они включают метаосадочные породы, в основном сланцы и гнейсы, образовавшиеся в условиях метаморфизма амфиболитовой фации. Также частью фундамента острова являются несколько типов магматических пород. Плутонические граниты образовались в результате вторжений магмы из-под поверхности, в то время как андезит, дацит и риолит были отложены потоками лавы толщиной 60-70 метров (200—230 футов). Брекчия и туф были результатом более позднего и более взрывного вулканизма. Эти периоды вулканической активности не были точно датированы, но образовавшиеся породы прорезаны гранитом и габбро гор Хаггиер, чье формирование было установлено как докембрийское.
Горы Хаггиер представляют собой крупнейшую обнаженность фундаментных пород на острове. Другие докембрийские выходы существуют в Рас-Моми и Рас-Шууб, на крайнем востоке и западе острова, соответственно, и в долине Калансия на северо-западе. Соседние острова Абд-эль-Кури и Самха также имеют обнаженные докембрийские фундаменты.
После докембрия территория, которая сейчас является Сокотрой, подверглась длительному периоду выравнивания, размывая существующую поверхность без отложения новых слоев, что привело к существенному несогласию. Палеозойские породы почти неизвестны на Сокотре, хотя одно калий-аргоновое датирование образца сланца из района Хадибу возрастом около 400 млн лет предполагает девонское происхождение. В конце 1970-х годов некоторые осадочные породы на острове были отнесены к пермско-каменноугольному периоду (около 300 млн лет) на основе биостратиграфии; более поздние авторы продемонстрировали, что задействованные индексные ископаемые подтверждают более позднюю датировку.

### Мезозойский период
До 1970-х годов считалось, что самые старые породы над несогласием были отложены в меловом периоде. Однако в конце 1990-х годов был описан слой триасового материала толщиной 320 м (1050 футов) под 110 метрами (360 футов) юрских отложений. Эти слои, расположенные узкой полосой на восточно-юго-восточном побережье острова вокруг Рас-Фаланджа, включают в себя осадки, которые были ошибочно отнесены к палеозою.

#### Триасовый период
Самый ранний триасовый пласт (около 250 млн лет) представляет собой песчаник, связанный с менее распространенным мелкозернистым материалом, что указывает на отложения разветвленной реки. Он переходит в известняк, отложившийся в мелководной морской среде примерно 240—220 млн лет назад.

#### Юрский период
После отложения триасового известняка регион, в котором сейчас находится Сокотра, пережил период подъема и эрозии, поэтому юрские морские песчаники возрастом 190—180 млн лет несогласно залегают на более старой породе. Эти песчаники демонстрируют значительную косую слоистость, связанную с отложением в среде с сильными приливными течениями. Позже в этот период отложения песчаника чередуются с алевритом и известняком, некоторые из которых включают в себя обильные коралловые окаменелости, свидетельство обмеления морской среды и развития коралловых рифов во время юрского периода.

#### Меловой период
Морская трансгрессия затопила регион в меловом периоде, что привело к отложению мелководных морских известняков и кремнисто- обломочных отложений на шельфе.

### Кайнозойский период
Известняк, который сейчас образует скалы, отложился в эоцене в условиях морского шельфа, а затем последовали известковые отложения олигоцена и миоцена.

## Экономическая геология
Экономическая геология Сокотры изучена слабо и в основном заключается в местной добыче строительных материалов. Традиционные способы добычи соли имели место в пустынных районах с солончаковой почвой.
В 1995 году, несмотря на историю неудачных попыток разведки углеводородов в этом районе, компания British Gas Exploration & Production определила, что месторождение Кишн, которое поддерживало коммерческую добычу нефти в материковом Йемене, простирается на шельфе Сокотры и, возможно, под островом.